# Eleições parlamentares no Turcomenistão em 2013
As eleições parlamentares foram realizadas no Turcomenistão em 15 de dezembro de 2013. Embora tenham sido as primeiras eleições multipartidárias na história do país, ambos os partidos contestantes reivindicaram lealdade ao presidente Gurbanguly Berdimuhamedow. O Partido Democrático no poder emergiu como a maior facção na Assembleia, com 47 dos 125 assentos, perdendo sua maioria parlamentar pela primeira vez desde a independência. As eleições foram criticadas pela OSCE, Amnistia Internacional e grupos de oposição, como a Iniciativa Turquemenita pelos Direitos Humanos. Farid Tukhbatulin, da Turkmen Initiative for Human Rights, disse que havia pouca diferença entre os dois partidos principais, argumentando que nenhum deles representava verdadeiramente grupos de oposição.

## Campanha eleitoral
Um total de 283 candidatos se inscreveram para disputar os 125 assentos na Assembleia. O Partido Democrata apresentou 99 candidatos, o Partido dos Industriais e Empresários nomeou 28 candidatos, enquanto outros 163 foram apresentados por grupos incluindo um sindicato de mulheres, sindicatos e um sindicato de jovens.

## Resultados
| Partido                                     | Votos     | %    | Assentos  |
| ------------------------------------------- | --------- | ---- | --------- |
| Partido Democrático do Turcomenistão        |           | 37.6 | 47 / 125  |
| Organização dos Sindicatos do Turcomenistão |           | 26.4 | 33 / 125  |
| União Feminina do Turcomenistão             |           | 12.8 | 16 / 125  |
| Partido dos Industriais e Empresários       |           | 11.2 | 14 / 125  |
| Organização Juvenil Magtymguly              |           | 6.4  | 8 / 125   |
| Independentes                               |           | 5.6  | 7 / 125   |
| Nulos/Brancos                               |           |      |           |
| Total                                       | 2.797.637 | 100  | 125 / 125 |